# Zond 5
Zond 5 (ros. Зонд 5) – kolejny bezzałogowy lot statku kosmicznego Sojuz 7K-Ł1 w ramach programu Zond. Pojazd wystrzelono na orbitę wokółksiężycową z zadaniem powrotu na Ziemię z drugą prędkością kosmiczną. Była to pierwsza udana radziecka misja oblotu Księżyca i powrotu na Ziemię. Statki tego typu miały posłużyć do przyszłych radzieckich załogowych lotów księżycowych (nigdy niezrealizowanych).

## Przebieg misji
Start statku miał miejsce w dniu 14 września 1968 roku o 21:42 GMT z kosmodromu Bajkonur w Kazachstanie. Pojazd o masie 5375 kilogramów został najpierw wprowadzony na niską orbitę okołoziemską – orbitę parkingową –   przebiegającą na wysokości od 187 do 219 km. Płaszczyzna orbity nachylona była do płaszczyzny równika pod kątem 51,5°. W 67. minucie po starcie uruchomiono ostatni człon rakiety nośnej, połączony z właściwą sondą, w wyniku czego poleciał on w kierunku Księżyca.
W dniu 17 września 1968 roku o godzinie 4:11 czasu warszawskiego, gdy próbnik oddalony był od Ziemi o 325 000 km, wykonana została korekta kierunku i prędkości lotu próbnika, który w tym czasie poruszał się po bardzo wydłużonej orbicie eliptycznej jako sztuczny satelita Ziemi.
W dniu 18 września 1968 roku Zond 5 okrążył Księżyc, zbliżając się do niego na odległość zaledwie 1950 km i wykonując jego badanie z bliskiej odległości. Następnie skierował się w kierunku Ziemi niemal dokładnie po planowanej trajektorii, tak, że dopiero w odległości 143 000 km od Ziemi wykonano korektę kierunku lotu lądownika zapewniającą wlot aparatu w korytarz wtargnięcia (35–45 km według wysokości umownego perygeum). Z odległości 90 000 km została sfotografowana Ziemia.
Część lądująca była wyposażona w komorę z podstawowymi przyrządami (łączności radiowej, telemetrycznymi, orientacji, stabilizacji, zasilania, termoregulacji i silnikami korekcyjnymi). Poza tym znajdował się tam układ sterowania opadaniem, układ spadochronowy oraz zasilanie urządzeń z baterii słonecznych odsłanianych podczas lotu. Lądownik (miał odpowiedni kształt aerodynamiczny i specjalną osłonę ablacyjną) wtargnął w atmosferę Ziemi o godzinie 16:54 czasu warszawskiego. Po szybkim wytraceniu prędkości kosmicznej lądownik opadał z umiarkowaną prędkością, równą na wysokości 7 km około 200 m/s. Na tej wysokości otworzyły się spadochrony i lądownik dokonał łagodnego wodowania na Oceanie Indyjskim w miejscu o współrzędnych geograficznych 65°33′E i 32°38′S. Błąd naziemnego kontrolera spowodował awarię układu orientacji przestrzennej i wejście statku w atmosferę pod zbyt ostrym kątem, w wyniku czego statek znalazł się na trajektorii balistycznej. Wywołało to nadmierne przeciążenie, wynoszące około 10 g, które mogłoby zabić kosmonautów. Lądownik wodował w oceanie o tysiące kilometrów od przewidywanego miejsca, lecz został zlokalizowany przez radziecki okręt ratowniczy. Wersja oficjalna: „Był tam oczekiwany przez śmigłowce i flotę radziecką”. Po wyłowieniu z oceanu i dostarczeniu na pokład jednego z okrętów, lądownik został przetransportowany do Bombaju, a stamtąd samolotem do Związku Radzieckiego, w celu odczytania zarejestrowanych przez przyrządy pomiarowe cennych danych.
Podczas tego lotu po raz pierwszy w świecie miał miejsce powrót obiektu z drugą prędkością kosmiczną. W sondzie obleciały Księżyc i powróciły na Ziemię po raz pierwszy żywe istoty – żółwie, muszki, bakterie oraz rośliny. Ponadto na siedzeniu pilota umieszczony był manekin o wysokości 175 cm i wadze 70 kg wyposażony w detektory promieniowania.